# 宝厳院
宝厳院（ほうごんいん）は、京都市右京区嵯峨天竜寺芒ノ馬場町にある臨済宗天龍寺派の寺院。大本山天龍寺の塔頭。山号は大亀山。本尊は十一面観音。庭園や建物は時代劇の撮影に使用される。また、「青もみじ」という言葉は当院の初夏の「もみじ」から広まったものである。

## 歴史
寺伝では、寛正2年（1461年）に細川頼之が聖仲永光を開山に招聘して創建されたとしているが、寛正2年（1461年）には頼之はすでに亡くなっているので年代が合わない。
創建当初は現在の京都市上京区の地にあった。しかし、応仁の乱に巻き込まれて焼失し、天正年間（1573年 - 1591年）に再興された。
明治時代に河川工事のため、寺域が買い上げられると、天龍寺塔頭の弘源寺内に移転した。
2002年（平成14年）に現在地を購入して移転、再興した。現在の境内地は、もともとは天龍寺塔頭妙智院の旧地である。妙智院は元治元年（1864年）7月の禁門の変で天龍寺と共に焼失すると、天龍寺の勅使門の南側に移転して旧地は畑になっていた。その後、大正時代に日本郵船の重役・林民雄が買い取って別荘地としていた場所であった。
当院はもともと紅葉で有名で、毎年秋には特別拝観が行われていた。しかし、2006年（平成18年）に京福電鉄が当院の紅葉は赤く染まってなくとも青いままでも美しいことに気付くや、当院の初夏の紅葉を「青もみじ」と称してキャンペーンを行った。これ以降、「青もみじ」という言葉が広まっていった。

## 境内
- 本堂 - 2008年（平成20年）再建。襖絵「風河燦燦三三自在」は58枚あり、女性画家の田村能里子の作である。女性の画家が寺院の本堂の襖絵を手掛けたのは田村氏が初めてである。主に朱色が全面に使用されているのは寺院の襖絵では珍しい。本尊の十一面観音立像[1]の左右には、西国三十三所観音霊場のそれぞれの札所の本尊を模した33体の観音像を祀る。他にも、足利尊氏が祀ったものとされている地蔵菩薩立像がある。
- 庫裏
- 書院 - 1919年（大正8年）築。日本郵船の重役・林民雄の別荘時代の建物で、宝厳院がこの地に移転してからは仮本堂として使用されていた。大正から昭和初期の数寄屋建築の黄金期に建てられたもので、そのなかでも近代数寄屋建築の礎となる建物とされている。当初は取り壊す予定だったが、建造物としての価値が認められ保存された[2]。
- 十三重石塔
- 茶室「無畏庵」
- 無礙光堂 - 永代供養堂とも呼ばれる。
- 庭園「獅子吼の庭」 - 嵐山の借景を利用した回遊式庭園。戦国時代に策彦周良によってかつてこの地にあった天龍寺塔頭妙智院の庭園として作庭された。獅子の形をした獅子岩、岩から生えている破岩の松などが有名。紅葉の名所。旧妙智院庭園は江戸時代には都林泉名勝図会にも紹介された名園である。
- 茶室「青嶂軒」 - 大正時代の築で、日本郵船の重役・林民雄の別荘時代の建物。
- 山門

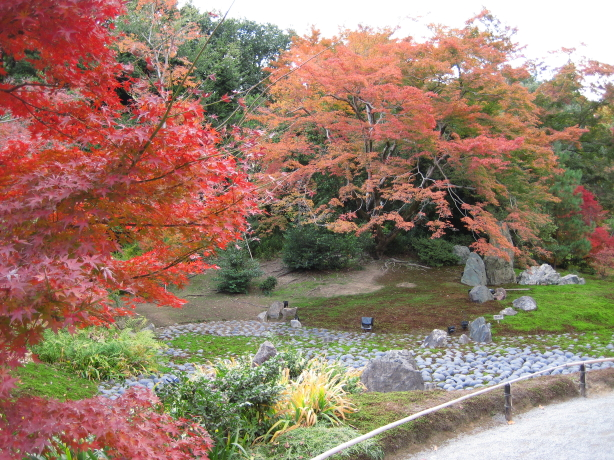
獅子吼の庭、苦海・三尊石
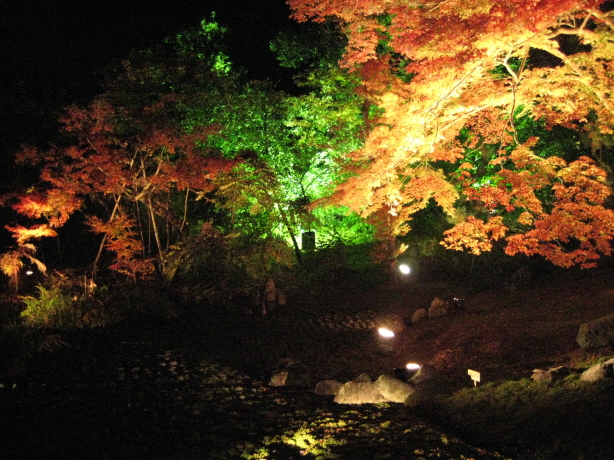
ライトアップされた獅子吼の庭、苦海
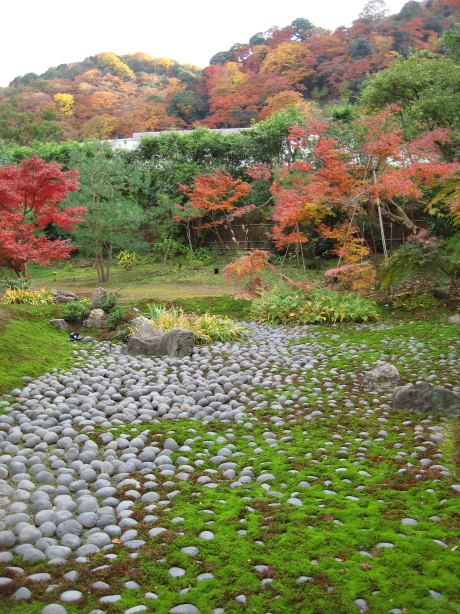
獅子吼の庭、苦海より借景の嵐山を見る
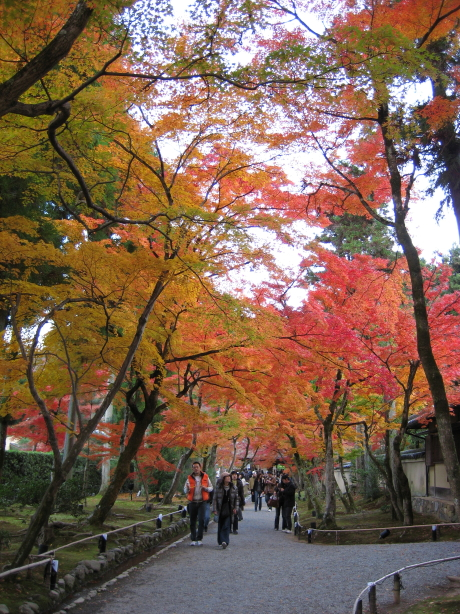
紅葉の参道
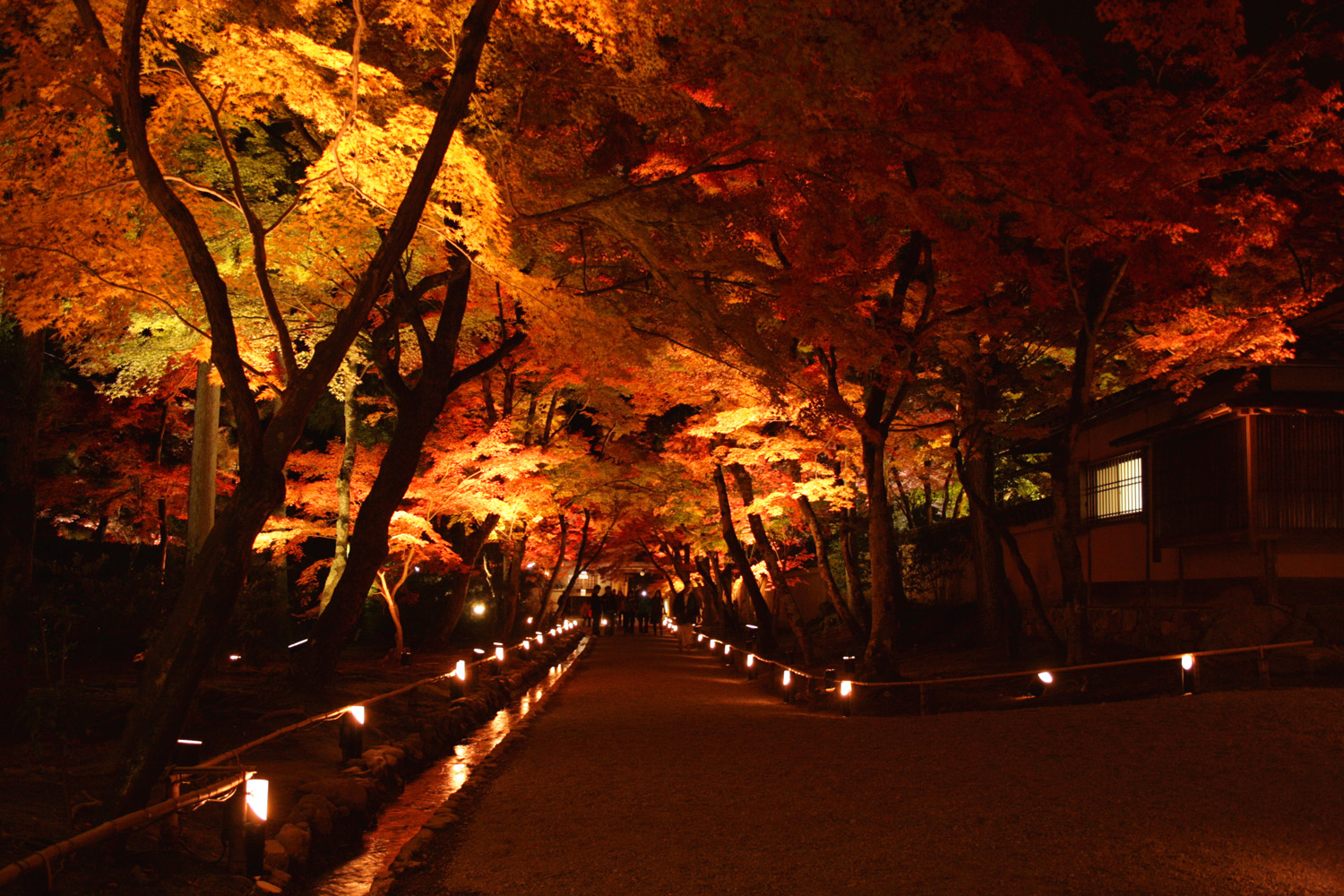
ライトアップされた秋の参道

## 所在地
京都府京都市右京区嵯峨天竜寺芒ノ馬場町36

## 交通アクセス
- JR嵯峨野線嵯峨嵐山駅から徒歩15分